# Held van de Socialistische Arbeid (Mongolië)
De titel Held van de Socialistische Arbeid was een titel van de Volksrepubliek Mongolië. Mongolië stond sterk onder Sovjet-invloed en heeft al voor de Tweede Wereldoorlog het Sovjet decoratiestelsel met zijn socialistische orden, heldenorden en titels voor verdienstelijke burgers en militairen overgenomen.
De Mongoolse Held van de Socialistische Arbeid mocht een kleine gouden ster (de "Soembo") met een blauw medaillon aan een massieve gesp op de linkerborst dragen. Er zijn meerdere types van in omloop geweest die doorlopend genummerd werden. De eerste 400 versierselen werden in de Sovjet-Unie door de Munt in Moskou vervaardigd. Vooral de oudere sterren die 32.4 gram wegen, van 14 karaat goud werden gemaakt en aan een verguld zilveren gesp werden gedragen zijn vrij kostbaar. In 2012 werd voor een dergelijke ster 6000 dollar gevraagd.
Zoals in de communistische periode gebruikelijk was werd de gesp met een schroef en een plaat op de kleding bevestigd.
Een ster is 34.3 millimeter breed en 38.2 millimetter hoog. De oudste in Rusland gefabriceerde sterren zijn donkerblauw geëmailleerd. Bij de latere Mongoolse sterren was de kwaliteit van het iets lichtere blauwe emaille minder goed. Het soembo-embleem is boeddhistisch en betekent "welvaart, wijsheid en oprechtheid".